# Batracomorphus dido
Batracomorphus dido är en insektsart som beskrevs av Knight 1983. Batracomorphus dido ingår i släktet Batracomorphus och familjen dvärgstritar. Inga underarter finns listade i Catalogue of Life.